# Quốc huy Cộng hòa Xã hội chủ nghĩa Xô viết Armenia
Quốc huy Cộng hoà Xã hội chủ nghĩa Xô viết Armenia đã được sáng tác từ một bản phác thảo nguyên mẫu ban đầu của Martiros Saryan, một họa sĩ nổi tiếng người Armenia, và được chính phủ của Armenia Xô viết công nhận vào năm 1937.
Quốc huy đã được thay đổi vào năm 1992 thành quốc huy hiện tại nhưng vẫn giữ lại một phần từ thời Xô viết.

## Lịch sử

Cộng hoà Xã hội chủ nghĩa Xô viết Armenia (1922–1937)
Cộng hoà Xã hội chủ nghĩa Xô viết Armenia (1937-1991)